# Alsóporumbák

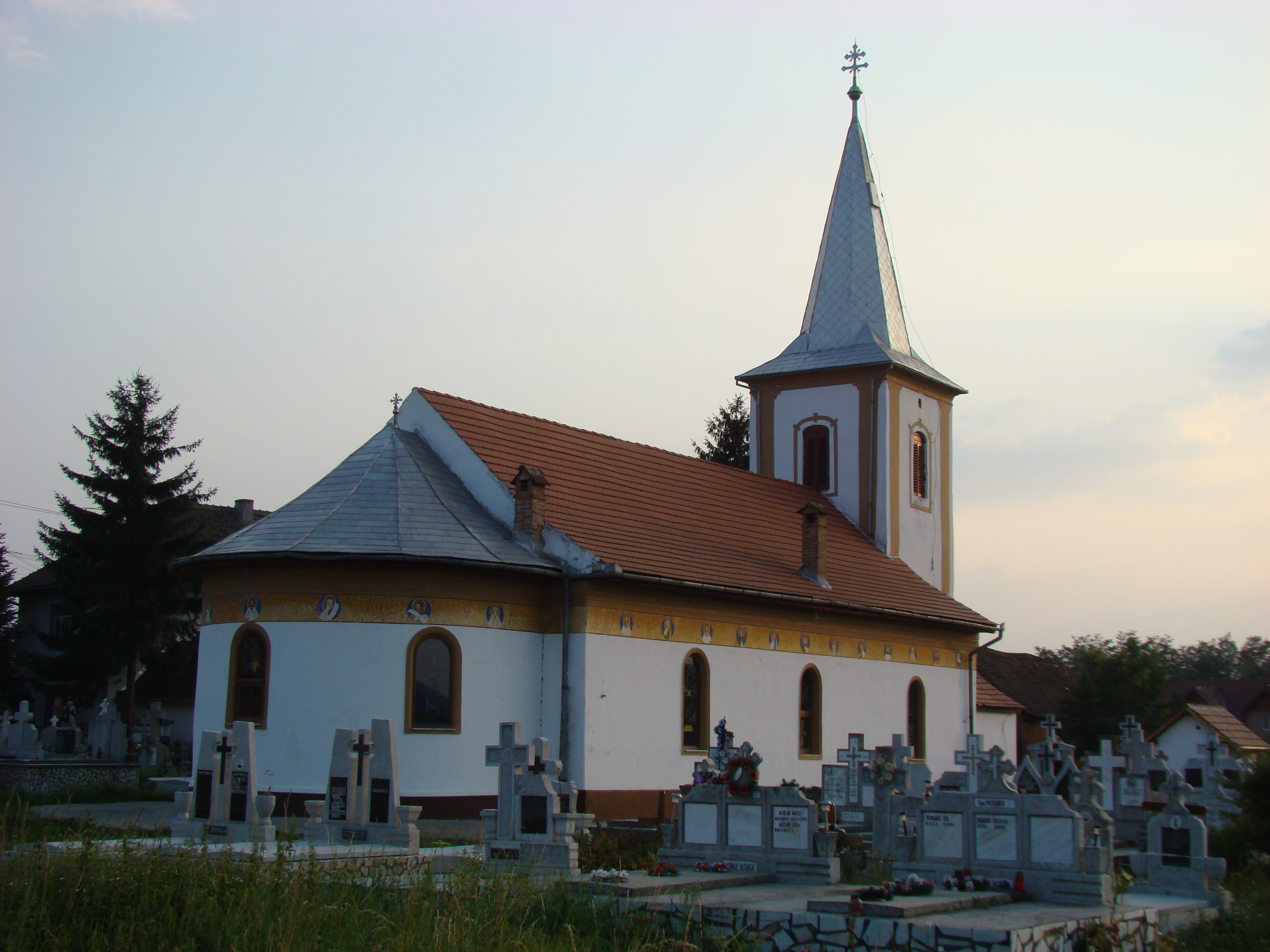
Az Istenanya elszenderülése ortodox templom (épült 1850–54-ben)

Alsóporumbák (románul Porumbacu de Jos, németül Unter-Bornbach) falu Romániában, Erdélyben, Szeben megyében, az azonos nevű község központja.

## Nevének eredete
Neve valószínűleg patakjának nyelvjárási német *Porrembich (‘pisztrángos patak’) nevéből ered, a román porumb ('kukorica') szó népetimológiás hatására. Először 1466-ban Porombak, majd 1546-ban Warembach, 1550-ben Warmbach, 1589-ben Also Porumbak alakban említették.

## Fekvése
Nagyszebentől 34 km-re keletre, az Olt bal partján fekszik.

## Népessége

### A népességszám változása
Népessége a 19. század közepétől a két világháború közöttig valamivel 1500 fő alatt mozgott, azóta fogy.

### Etnikai és vallási megoszlás
- 1880-ban 1415 lakosából 1250 volt román, 64 német, 22 magyar és 78 egyéb (cigány) anyanyelvű; 948 ortodox, 378 görögkatolikus, 38 római katolikus, 26 zsidó és 22 evangélikus vallású.
- 2002-ben 1102 lakosából 925 volt román és 169 cigány nemzetiségű; 927 ortodox, 121 görögkatolikus, 28 adventista és 13 római katolikus vallású.

## Története
Fogaras vidéki román falu volt. 1632-ben nyolcvan jobbágy-, három szabados- és két darabontcsalád lakta. A fejedelemnek 1648-ban négy helyiségből álló, tornácos udvarháza állt benne. I. Rákóczi György és Lorántffy Zsuzsanna fejlesztette uradalmi központtá. Apafi Mihály gyakran tartózkodott itt, uralkodása idején országos tanácskozások színhelye lett.
1705. november végén Rabutin itt verte meg a Szappanyos Mihály vezette kurucokat. 1722-ben 42 boér, három jobbágy családfőt és hat sörházat írtak benne össze. 1742-ben római katolikus plébániát alapítottak benne, melyet 1902-ig a ferencesek gondoztak. Az addig német és magyar nyelvű plébániát 1888 és 1904 között magyar nyelvűvé tették, és körlelkészségként működött.
1748 előtt alapították ortodox szerzetesközösségét, amelyben 1748-ban egy pap, három szerzetes és egy apáca élt, és 1765-ben még működött. 1764 és 1851 között az orláti román határőrezred területéhez tartozott, de csak a lakosok kisebb része teljesített határőrszolgálatot. 1786-ban 1009 lakosának 67%-a volt jobbágy és 27%-a zsellér. Görögkatolikus temploma 1845 és 51 között, míg az ortodox 1850 és 54 között épült. 1900-ban megalapították benne a Porumbăceana népbankot. A környék román falvai között vagyonosnak számított. Termékeny földjének köszönhetően az 1900-as években itt folyt a legintenzívebb szántóföldi gazdálkodás Fogaras vármegyében, és a környék kallózó központja is volt.

## Látnivalók
- A tündérvölgyi (Valea Zânelor) „agyagkastély”.[9]
- 1756-ban épült postahivatal, ahol az Erdély és Olténia között közlekedő postakocsi-szolgálat a postalovakat váltotta.[10]

## Híres emberek
- Itt töltötték mézesheteiket 1643 tavaszán II. Rákóczi György és Báthory Zsófia.